# Otomat
O Otomat é um míssil de defesa costeira e anti-navio desenvolvido pela empresa italiana Oto Melara em conjunto com Matra e agora fabricado pela MBDA. O nome vem, das primeiras versões, do nome dos dois construtores (OTO Melara e MATra), as versões posteriores são chamadas de Teseo, da palavra italiana para Teseu. A variante MILAS é um míssil anti-submarino. Em sua versão mais recente comprada pela Marinha Italiana, Mk/2E, é um míssil anti-navio de médio alcance e um míssil de ataque ao solo.

## Origens
O programa de mísseis Otomat começou em 1967, no mesmo ano em que o destróier israelense Eilat foi afundado por três mísseis anti-navio P-15 Termit, fabricados na União Soviética. Esse evento aumentou a conscientização sobre a eficácia de tais armas e levou ao desenvolvimento de sistemas similares nos países ocidentais, como o Harpoon nos Estados Unidos. No entanto, não se sabe se o programa Otomat foi iniciado antes ou depois do ocorrido com o Eilat.
O programa Otomat foi realizado pela empresa italiana Oto Melara em cooperação com a francesa Matra Corporation. O objetivo era desenvolver um míssil anti-navio propelido por um turbofan que permitisse mais alcance e uma ogiva mais pesada do que mísseis propelidos a foguetes, em seguida sendo desenvolvidos na Europa, como o francês Exocet e o alemão Kormoran. Os testes começaram em 1971 e o desenvolvimento da versão Mk1 do Otomat terminou oficialmente em 1974.
No entanto, naquela época, a Marinha Francesa escolheu o Exocet totalmente francês, em vez do Otomat franco-italiano, como seu míssil anti-navio padrão. Assim, a Marinha Italiana permaneceu como o único cliente de lançamento do míssil; que entrou em serviço em janeiro de 1976, antes do comissionamento dos navios de guerra destinados a transportá-lo, a classe Lupo. Esses primeiros mísseis Otomat não tinham um link de dados para guia-lo além da linha do horizonte, o que limitava seu alcance efetivo a 60 quilômetros (37 mi) uma figura semelhante ao Exocet. Para resolver esse problema, o desenvolvimento de uma versão Mk2 começou em maio de 1973, com o primeiro lançamento de teste em janeiro de 1974, o desenvolvimento foi concluído em 1976 e o primeiro lançamento além do horizonte em 1978. No final de 1976, a OTO Melara havia informado que 210 Otomats haviam sido vendidos: Itália com 48, Peru com 40, Venezuela com 12 e Líbia com 110. Também nessa época havia negociações em andamento para a venda de mais 296 mísseis para várias nações (Itália com 48, Egito com 30, Venezuela com 48, Líbia com120, Indonésia 50).
Uma versão Mk2 Block II foi introduzida na década de 1980, com asas dobráveis para que o míssil pudesse caber em caixas de lançamento menores. Essa redução no tamanho permitiu dobrar o número de mísseis transportados, geralmente de quatro para oito. Mesmo assim, o Otomat Mk2 Block II permaneceu mais volumoso do que as versões contemporâneas dos mísseis Harpoon e Exocet, devido ao seu maior diâmetro e seus foguetes impulsionadores sendo instalados em seus flancos, em vez da parte traseira.

## Descrição

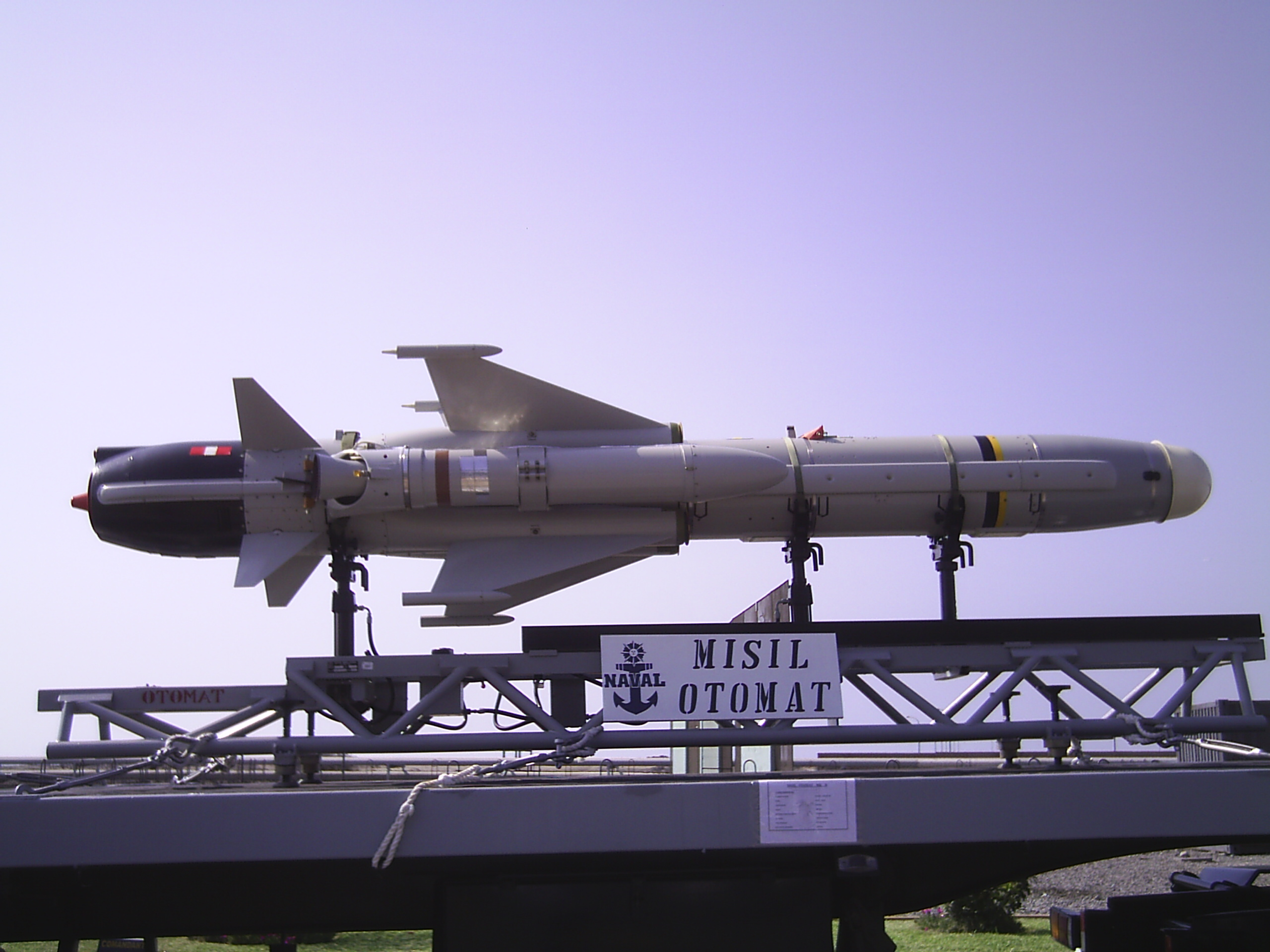
Otomat Mk.2 em serviço com a Marinha do Peru. Observe os foguetes impulsionadores na lateral e as entradas de ar na fuselagem média

O Otomat é um míssil antinavio de curto alcance capaz de atingir alvos a cerca de 180 km a uma velocidade média de 1 000-1 100 km/h. É armazenado e lançado em uma caixa de fibra de vidro que pesa 1.610 kg totalmente carregada. Este recipiente tem uma forma retangular para acomodar as asas fixas do míssil a uma inclinação de 15 graus. No lançamento, os propulsores impulsionam o míssil até uma altura de 200 m antes do motor principal dar partida e uma descida para 20 m é feita. Os mísseis Otomat Mk2 têm um link de dados para atualizações no meio do curso. Eles são projetados para atingir seus alvos em um mergulho 180m ou no modo de sea skimming (voando perto da superfície do oceano) a uma altitude de 2 m  com uma ogiva de 210 kg capaz de perfurar até 80 mm de aço. A ogiva é projetada para explodir dentro do navio com a força da explosão direcionada para o fundo do navio alvo.
Os dados técnicos são: 4.46m  de comprimento, 40cm de diâmetro, 1,35 m de envergadura e peso de lançamento de 780 kg.
O tanque de combustível da fuselagem média tem capacidade para 90 litros, atrás do tanque de combustível está o motor TR-281 ARBIZON III, um turbojato simples. Os foguetes impulsionadores duplos ROXEL pesam 75 kg cada e forneça uma aceleração de 6 g por quatro segundos.
O Turboméca TR.281 Arbizon III é um motor a jato de 400 kg por tonelada, cerca de 50% mais potente que o motor do Harpoon, o turbojato Willis que possui 272 kg/t. As entradas de ar são um número incomum, quatro, todas colocadas à frente das asas, no meio da fuselagem (como exemplo o Harpoon e Tomahawk têm apenas uma), contribuindo para a forma característica e complexa desse míssil.

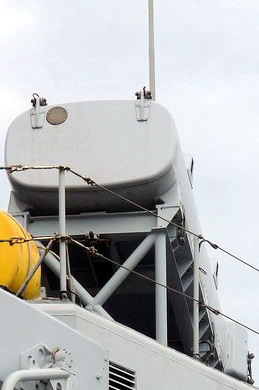
Lançador de Teseo/OTOMAT da fragata Scirocco

O impulso disponível tornou possível encaixar na fuselagem volumosa uma alta reserva de combustível, ogiva pesada e um link de dados (modelo Mk 2) para receber atualizações, pelo menos uma vez em vôo para o alvo.
Os controles de vôo são quatro asas principais orientáveis dobráveis e quatro winglets de controle na cauda. A estrutura é feita de ligas leves, principalmente alumínio. O buscador é um radar ativo que tem um alcance, na versão italiana, de cerca de 8 quilômetros (5,0 mi) para um alvo de tamanho médio, mas geralmente é ativado a uma distância mais curta.
A ogiva está na frente, atrás da seção de radar e na frente do rádio-altímetro e de alguns outros sistemas eletrônicos. A ogiva de HE é do tipo semi-blindada e possui 65 kg de explosivo do tipo Hertol (para comparação, os mísseis Kormoran têm ogivas de 165 kg com 56 kg sendo a carga principal de HE, mais 16 pequenas cargas radiais para explodir bem dentro do navio após a explosão principal, e a capacidade de perfurar armaduras é de 7-8 cm).
Em um arranjo típico, existem 4-8 caixas de fibra de vidro em um navio, com o míssil dentro, segurados por um trilho no teto. O peso total é de 1.610 kg.
Os links de dados estão incluídos nos sistemas de controle TESEO ou ERATO. O ERATO possui consoles computadorizados CLIO, enquanto o TESEO possui consoles MM/OJ-791, pesando 570 kg (1 300 lb) e requer 4 kW de energia elétrica. O link de dados é chamado de sistema PRT400 e os componentes são designados PTR402 para o míssil (como receptor), PRT401 para o transmissor (transportado pelo navio) ou PTR403 (transportado por helicóptero). Outros sistemas que podem ser instalados incluem o sistema PRT404 para navios leves e o sistema PRT405 para helicópteros.
Os pontos fortes desse míssil são: alcance, velocidade, capacidade de voo baixo perto da superfície do mar e uma ogiva poderosa. Dentre as fraquezas estão a necessidade de um helicóptero para orientação no meio do percurso e um uplink bastante difícil no sistema TESEO (pelo menos no modelo original), grandes dimensões (afetando a seção transversal do radar RCS e assinatura IR), a falta de manobras complexas (sincronização ataques, recursos de realocações de alvos) e a disponibilidade apenas de versões disparadas por navios de superfície, nenhuma versão disparada de submarinos e de aeronaves foi desenvolvida. Isso causou problemas aos serviços que adquiriram esses mísseis antinavio, as forças italianas usam Otomat nos navios, mísseis Marte em helicópteros e Kormoran nas aeronaves Panavia Tornado. Dada a necessidade de comprar outros sistemas de mísseis totalmente diferentes, muitos clientes simplesmente compraram uma 'família de sistemas de mísseis' como na série Harpoon e na família Exocet com óbvias vantagens operacionais e econômicas.

## Missão típica
Nenhuma manobra específica é exigida pelo navio; os mísseis são capazes de mudar de rumo após o lançamento em até 200 °, para que todos os mísseis do navio possam ser usados contra o mesmo alvo em um ataque. Isso permite tempos de reação rápidos, pois o navio não precisa mudar de direção para mirar as baterias de mísseis. Isso permite que o navio atire todos os mísseis contra um alvo, independentemente de onde eles são colocados a bordo.
Os boosters fabricados pela ROXEL estão posicionados nos flancos. Eles dão velocidade suficiente para permitir que o turbojato dê partida, enquanto as asas se abrem. Quatro segundos depois, quando o míssil atingir 250 m/s de velocidade e 200 m de altura, ele estabiliza seu vôo e desce para 20 m, navegando em baixa altitude. Nesse momento, o piloto automático e o altímetro mantêm as direções certas para o alvo. O míssil voa a cerca de 1.000 km/h, controlado com as quatro asas laterais na popa, atrás das principais asas fixas que estabilizam a arma.
A atualização no meio do curso é possível com vários sistemas. Esse sistema de armas é chamado TESEO (apenas o míssil é chamado Otomat) na Marinha Italiana, e a correção do curso é feita por dois canais: pelo próprio navio (TG-1) e com fontes externas, disponíveis nos últimos lotes de produção dos helicópteros Agusta Bell AB-212
Enquanto os mísseis voam, eles recebem as informações no meio do percurso. Então, com apenas 6   km do alvo, ele ativa o radar a bordo para reduzir o tempo de reação do alvo. Existem dois modelos: o ST-2 mais simples fabricado pela SMA italiana e o CSF 'Col vert', mais complexo e ambicioso, para mísseis fabricados na França. O QCA é apenas para exportação, uma vez que a Marinha Francesa não os adotou. Há uma grande diferença entre os buscadores. O primeiro é um sistema de radar bidimensional e de um eixo: a arma simplesmente continua a voar para o navio, com a altitude caindo de 20 m para, em boas condições do mar, 2-3 m. A ogiva é pesada, pesando 210 kg (comparado aos Exocet com 165kg e Harpoon com 227kg) e a explosão é focada para baixo, tentando abrir um buraco no fundo do navio para afunda-lo em vez de apenas danificar o navio. A versão do míssil Col Vert a cerca de 2  km do alvo sobre 180m e depois mergulha contra o navio, mirando nos conveses para maximizar o dano.
A versão de Col Vert parece ter sofrido problemas no serviço com problemas causados pela desordem das ondas dependendo do estado do mar. A subida de 180m e o ataque de mergulho final da versão Col Vert do Otomat foram projetados para enganar os sistemas de defesa de ponto. Uma abordagem semelhante foi usada no sistema Harpoon dos EUA e depois abandonada. Os sensores nesta variante são mais complexos e dispendiosos do que os modelos mais simples que voam perto da superfície marítima e embora sejam mais capazes de penetrar nas defesas aéreas, eles podem não ter mostrado uma superioridade decisiva, mesmo que tecnologicamente sejam mais sofisticados.

### Link de dados no meio do curso
O uplink de dados durante o curso foi originalmente fornecido por dois sistemas diferentes: TESEO e ERATO.
O sistema ERATO (Extended Range Air Targeting for Otomat - seleção de alvos aéreo de alcance estendido para Otomat), usado pelas fragatas da classe Al-Madinah, é a versão francesa para orientação no meio do curso do míssil Otomat. Nesse caso, informações atualizadas do alvo são fornecidas ao navio que controla até 16 mísseis. Isso permite o lançamento de várias navios (Madinas tem oito mísseis cada) e o controle de uma salva Otomat de um único navio para ataque coordenado. A desvantagem deste sistema é que o míssil Otomat deve subir a uma altitude de 900 metros para obter dados. Teoricamente, isso poderia alertar um navio-alvo sobre o ataque iminente, mas existem poucas possibilidades de observar esses mísseis pequenos a distâncias superiores a algumas dezenas de quilômetros. O intervalo máximo para o link de dados é 100 km, limitando um pouco o alcance máximo do míssil. É possível enviar até seis correções para cada míssil e atacar até seis alvos diferentes ao mesmo tempo. Os consoles são chamados CLIO, integrados ao sistema de combate do navio.
O TESEO é usado pela Marinha Italiana e não precisa de variações de altitude do voo dos mísseis.
O fator limitante do Otomat incorporado no sistema TESEO é que a plataforma AB-212 ASW Helo usada para atualização possui um alcance de radar limitado de no máximo 60 km (contra um alvo RCS de 2.000 m2, tipicamente uma fragata ou contratorpedeiro) e deve estar pairando estacionário para permitir que o míssil voe sob ele e guie Otomat até o alvo, ficando vulnerável a ataques
O sistema TESEO exige que o míssil voe sob o helicóptero, permitindo o engate de apenas um alvo por vez (mesmo que com dois mísseis), os mísseis devem voar em direção ao helicóptero e, portanto, este deve voar praticamente fixo por vários minutos, enquanto os mísseis devem percorrer uma trajetória de vôo mais longa por uma trajetória de vôo não linear.

## Desenvolvimentos
Uma versão chamada Otomach foi proposta como uma melhoria adicional do Mk2, com uma velocidade de Mach 1.8. No entanto, avaliações posteriores descobriram que a furtividade era melhor que a velocidade para o sucesso da penetração nas defesas dos navios de guerra, de modo que o projeto foi abandonado. Em 1992, o governo italiano iniciou o desenvolvimento de um míssil anti-navio de nova geração, designado Otomat Mk3. Enquanto isso, a Marinha Francesa optou por seguir o projeto ANS/ANNG/ANF para um míssil supersônico, encerrando assim o envolvimento francês no desenvolvimento do Otomat.
A versão Mk3 recebeu o nome de Ulisse, o nome italiano do herói mítico Odisseu. Com o desenvolvimento começando vinte anos após a versão Mk1, o Mk3 era uma arma bem diferente. O pacote de orientação foi atualizado com novos sensores de infravermelho e radar no nariz, utilizando GPS e um link de dados atualizado para permitir o engajamento de alvos costeiros. Para melhorar as chances de atingir os alvos, os mísseis tiveram suas formas de nariz e asa otimizadas para uma seção transversal reduzida no radar (RCS). O alcance foi aprimorado para 250-300 km, mantendo as mesmas dimensões das versões anteriores. A ogiva foi manteve 210 kg, mas foi equipada com um invólucro blindado e explosivos menos sensíveis que diminuíram suas chances de serem destruídos por sistemas de defesa de ponto. Três mísseis Otomat foram lançados em 1994-1995 com orientação infravermelha e o novo link de dados com bons resultados. Nesta fase, uma versão lançada por aeronaves também foi considerada para ter maior versatilidade. A Marinha dos Estados Unidos (USN) demonstrou interesse por este míssil por muitos anos como um sistema intermediário entre o Harpoon e o Tomahawk. No entanto, a USN retirou-se do programa em 1999 e o programa logo foi cancelado, pois a Marinha Italiana não conseguiu financiar totalmente seu desenvolvimento.
A versão mais recente do Otomat é o Mk2 Block IV, também chamado Teseo Mk2/A. Ele possui um novo link de dados que permite que seu voo seja controlado a partir do navio pelo sistema Teseo de maneira semelhante ao Erato. O GPS também é instalado, permitindo trajetórias de vôo programáveis com caminhos complexos. A Marinha Italiana encomendou 38 mísseis desta versão, 27 para uso operacional e 11 para fins de treinamento, com entrada em serviço de estimada em 2008. A Roketsan, fabricante turca de mísseis, assinou um acordo com a MBDA em 2010 para projetar, desenvolver e produzir a nova geração de motores de foguete para o Otomat.

## MILAS
Um caminho separado levou ao desenvolvimento do MILAS, uma variante anti-submarina do Otomat Mk2. maior que Otomat com 6m de comprimento e 800kg, ele carrega um torpedo MU90 ao alvo com um alcance superior a 35km. Tudo começou em 1986 como um programa franco-italiano para um míssil capaz de fornecer um torpedo anti-submarino leve. O primeiro lançamento de teste ocorreu em 1989, mais dez lançamentos com torpedos instalados ocorreram em 1993. Os testes terminaram em 1999, no entanto, naquela época, a França havia perdido o interesse no sistema, embora originalmente tivesse proposto a ideia como um substituto para o seu próprio sistema Malafon. Assim, Milas entrou em serviço em 2002 apenas com a Marinha Italiana, após quase 20 anos de desenvolvimento. Milas é um sistema diurno/noturno para todos os climas que pode colocar um torpedo na água à 35 km de sua plataforma de lançamento em três minutos e é capaz de atualizar seu ponto de impacto em voo. Mísseis Milas estão em serviço nos dois contratorpedeiros Durand de la Penne e nas 4 fragatas anti-submarinas Classe FREMM da Marinha Italiana.
A única outra variante em serviço é uma versão de defesa costeira comprada pelo Egito e Arábia Saudita e encomendada pelo Iraque, mas nunca entregue para esse país. Todos os componentes eletrônicos necessários são montados com lançadores de mísseis duplos em veículos, o que o torna um sistema com alta mobilidade. Mesmo assim, o Iraque planejava implantá-lo em locais blindados fixos.

## Testes e o futuro do Otomat
Não se conhece uso em combate do Otomat, mas houve muitos testes. Em 1987, uma fragata venezuelana da classe Lupo atingiu um antigo destróier norte-americano usado como alvo a 122  km, deixando um buraco de 6m nele. O voo levou pouco mais de 400 segundos. Em outro exemplo, pelo menos 8 mísseis foram comprados pela Marinha dos EUA: graças a uma nova manobra evasiva, a maioria dessas armas, chamada LRAT (Long Range Autonomous Target - Alvo Autônomo de Longo Alcance), penetrou dentro das formidáveis defesas de mísseis dos navios americanos.
Sem o helicóptero para fornecer orientação durante o curso (especialmente na presença de perigosos combatentes inimigos de alta velocidade), essa arma ainda é capaz de atingir alvos além da linha do horizonte. A distâncias de até 50  km que podem ser cobertas com os próprios sensores do navio, mísseis como o MM38 Exocet possuem seu melhor desempenho. Entre 50 e 120  km é o alcance em que armas como o Harpoon, que possuem capacidades além do horizonte, mas nenhum atualizador por link de dados, entram em jogo. Em distâncias maiores, nas quais o alvo se move em direções imprevisíveis, essas armas terão pouca ou nenhuma chance de atingir seu alvo. Finalmente, mais de 120 km é onde a necessidade de uma arma de longo alcance, plataformas externas de aquisição de alvos e atualizações vinculadas a dados entram em jogo, pois somente com a atualização sobre o rumo e posição do alvo qualquer míssil de longo alcance pode ter um risco de atingir um alvo em movimento nessas distâncias. Essa é a capacidade típica do Otomat e dos mísseis soviéticos de longo alcance ou do Exocet MM.40 Block III ( alcance superior a180 km). Em combates de curto alcance, o Otomat não tem nenhuma vantagem, pois é maior que outros mísseis e representa um alvo maior para abater.
Houve um forte ressurgimento das ordens militares navais dos estaleiros da Fincantieri, incluindo sete navios para a Marinha do Catar, navios para a Argélia e a corveta da classe Abu Dhabi dos Emirados Árabes Unidos. Esse ressurgimento e uma atualização planejada do sistema Otomat devem aprimorar ainda mais os pedidos dos sistemas Otomat.

## Submodelos

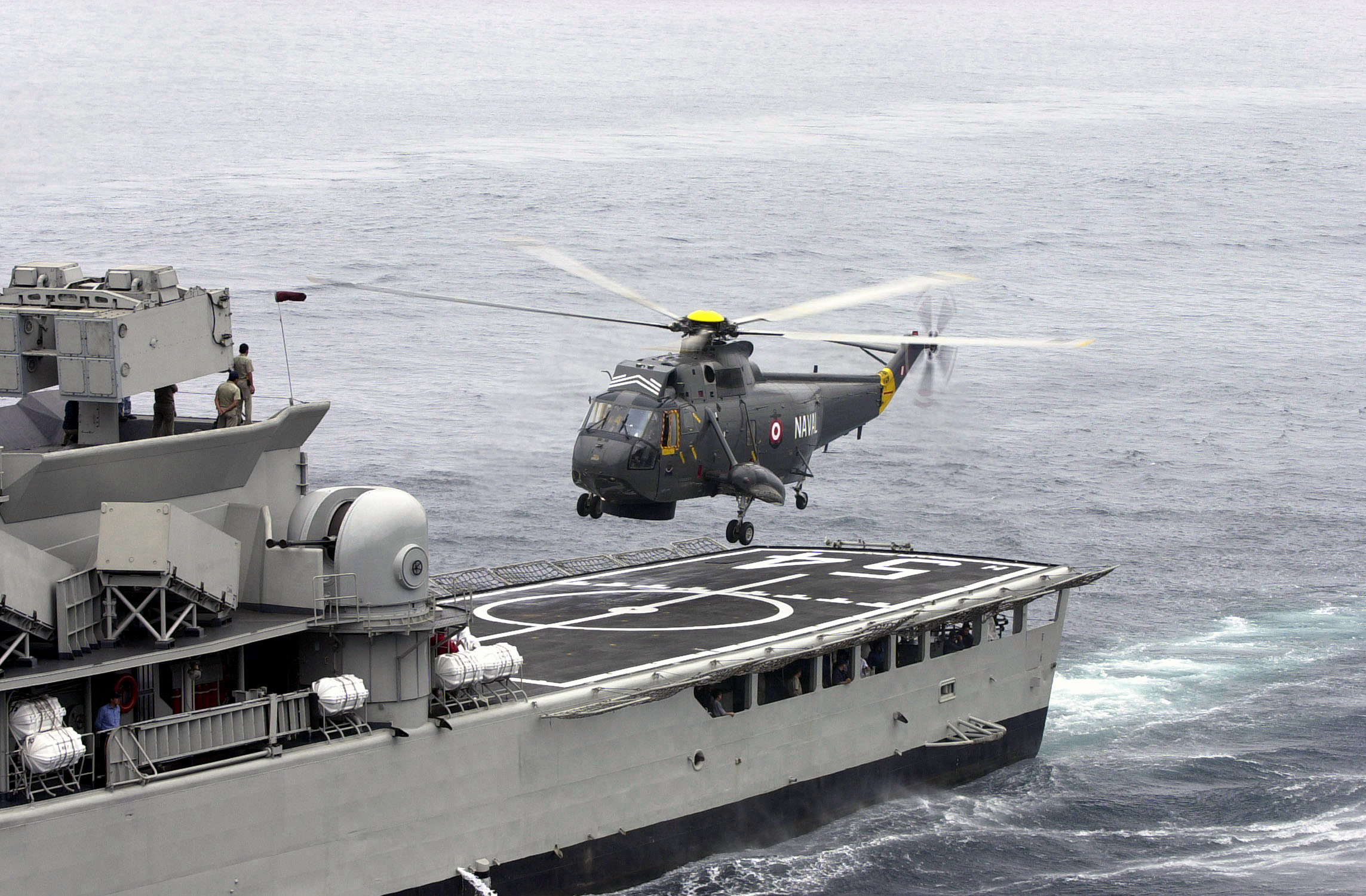
Na parte inferior, no setor esquerdo desta imagem, existem duas caixas de lançamento de Otomat dos modelos antigos retangulares vinculados ao Mk 1 e Mk 2 Block 1. O navio é uma fragata da classe Lupo da Marinha do Peru

Existem diferenças significativas entre as versões do Otomat. O único componente que permaneceu o mesmo é a turbina. Em meados da década de 1990 a produção ultrapassou 900 mísseis (em comparação com 3.000 mísseis Exocet e 6.000 arpões).
Esta é a família completa, em ordem cronológica:
- Otomat Mk 1: primeiro modelo, sem link de dados, 60 km de alcance prático, em serviço desde 1976
- Otomat Mk 2 Block I: primeiro modelo com link de dados, 180 km, primeiro lançamento além do horizonte em 1978
- Otomat Mk 2 Block II: tinha asas dobráveis, permitindo o uso de caixas menores e, portanto, usavam dois mísseis em vez de um. Começou a aparecer na década de 1980, embora demorasse um tempo considerável para substituir o primeiro modelo.
- Otomat Mk 2 Block III: novo sistema de navegação INS, ogiva 'insensível', novo e mais seguro propulsor sólido para boosters, link de dados aprimorado para permitir ao TESEO guiar mísseis também diretamente do navio. Não é conhecida a data em que entrou em serviço.
- Otomat Mk 3/NGASM/ULISSE: nova versão com maior alcance, design furtivo (forma e materiais), sensor IRST acoplado ao radar e GPS, recursos de ataque terrestre. O desenvolvimento começou no início dos anos 90. A Marinha dos EUA estava interessada, mas não adotou o sistema, e a Marinha italiana abandonou o projeto pois custo era alto demais para a marinha italiana.
- MILAS: Versão ASW com um torpedo leve como ogiva, compatível com os sistemas do padrão Otomat.[13] O programa MILAS começou na década de 1980 e foi finalmente adotado apenas pela Marinha Italiana, a Marinha Francesa se retirando do programa devido ao custo.
- Otomat Mk 2 Block IV: também chamado Teseo Mk2/A (para a Marinha Italiana, com um novo conjunto eletrônico, parcialmente derivado do programa de mísseis Marte Mk 2/S. O TG-2 (link de dados para helicópteros) é abolido, porque o navio é capaz de guiar o míssil diretamente (como aconteceu com o ERATO) com informações fornecidas pela plataforma externa. O míssil é capaz de re-ataque, planejamento de missão em 3D, ataques coordenados, capacidade de operar em teatros costeiros e ataque com manobras evasivas terminais. O GPS é adicionado e, assim, a arma também pode atacar alvos terrestres. Em maio de 2006, o Teseo MK2 / A foi testado com sucesso pela primeira vez. Esta variante será oportunamente implantada na variante italiana da fragata FREMM franco-italiana. O Teseo MK2 / A entrou em serviço na Marinha Italiana em 2007. Disponível no mercado de exportação, foi comprado por clientes estrangeiros em 2008.[17]
- Otomat Mk 2 E: a Marinha Italiana adquiriu o novo míssil pesado MBDA TESEO MK / 2E (TESEO "EVO") com uma capacidade estratégica de ataque terrestre. A esse respeito, está considerando a possibilidade de equipar o míssil com um novo buscador terminal com buscador de RF duplo (Radiofrequência) e, presumivelmente, dada a necessidade de atacar alvos terrestres, IIR (imagem por infravermelho). Comparado ao antecessor OTOMAT/TESEO, o TESEO "EVO" tem o dobro de alcance, mais de 360 km.[3][18][19]